# Borotorpex
Borotorpex – amerykański materiał wybuchowy, mieszanina 46% heksogenu, 44% trotylu i 10% boru.